# Leichtathletik-Europameisterschaften 1978/1500 m der Männer

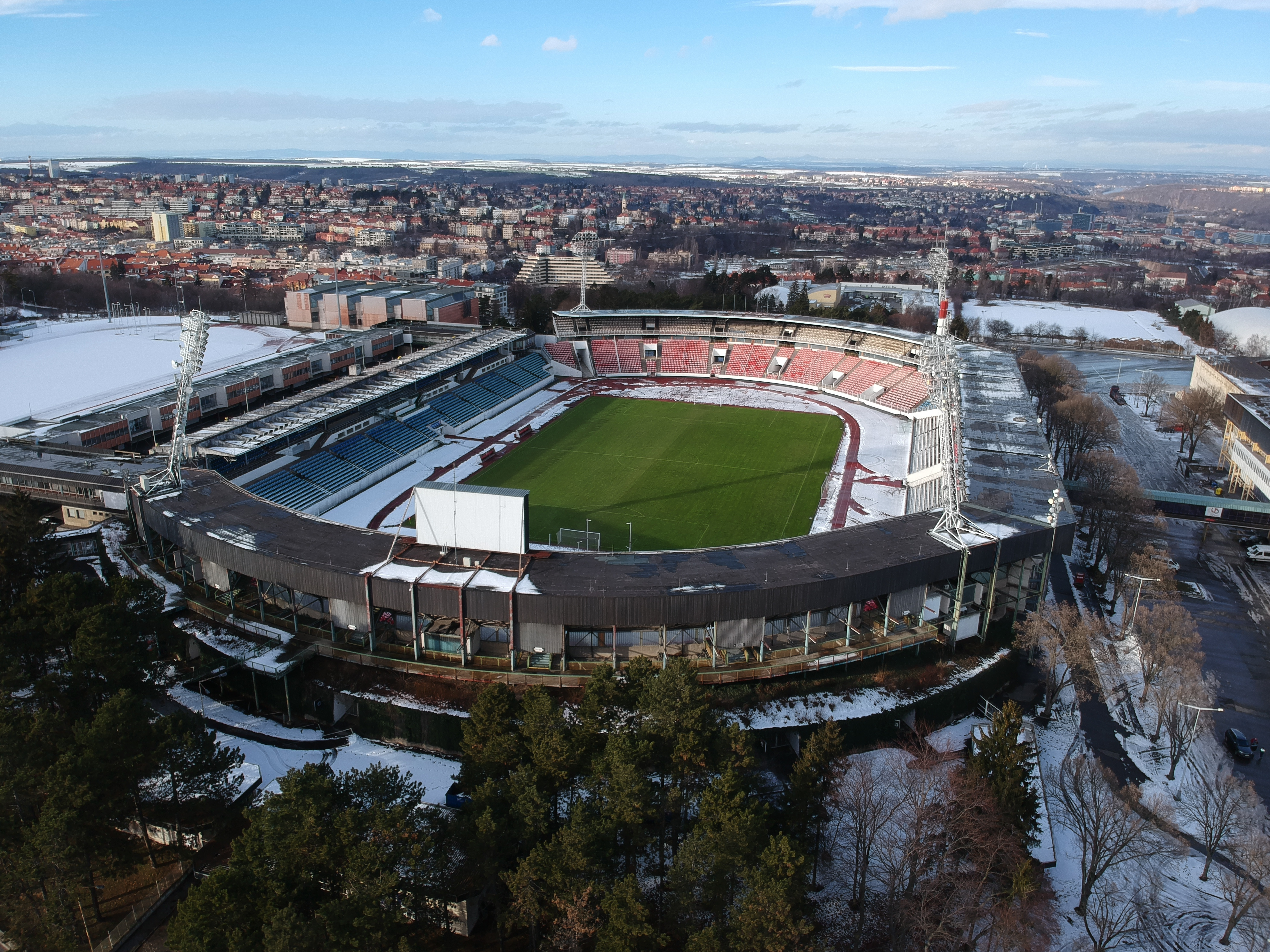
Das Stadion Evžena Rošického von Prag im Jahr 2009

Der 1500-Meter-Lauf der Männer bei den Leichtathletik-Europameisterschaften 1978 wurde am 1. und 3. September 1978 im Stadion Evžena Rošického von Prag ausgetragen.
Mit Gold und Bronze errangen die britischen Mittelstreckler zwei Medaillen in diesem Wettbewerb. Europameister wurde Steve Ovett, der drei Tage zuvor wie auch schon 1974 Zweiter über 800 Meter geworden war. Er gewann vor dem Iren Eamonn Coghlan. Bronze ging an David Moorcroft.

## Rekorde

### Bestehende Rekorde
| Weltrekord           | 3:32,2 min  | Filbert Bayi    | Christchurch, Neuseeland | 2. Juli 1974    |
| Europarekord         | 3:34,0 min  | Jean Wadoux     | Colombes, Frankreich     | 25. Juni 1966   |
| Meisterschaftsrekord | 3:38,43 min | Francesco Arese | EM Helsinki, Finnland    | 15. August 1971 |

### Rekordverbesserung
Der britische Europameister Steve Ovett verbesserte den bestehenden EM-Rekord im Finale am 3. September um 2,84 Sekunden auf 3:35,59 min. Zum Europarekord fehlten ihm 1,59 s, zum Weltrekord 3,39 s.

## Legende
Kurze Übersicht zur Bedeutung der Symbolik – so üblicherweise auch in sonstigen Veröffentlichungen verwendet:
| CR  | Championshiprekord                       |
| DNF | Wettkampf nicht beendet (did not finish) |

## Vorrunde
1. September 1978, 19:05 Uhr
Die Vorrunde wurde in drei Läufen durchgeführt. Die ersten drei Athleten pro Lauf – hellblau unterlegt – sowie die darüber hinaus drei zeitschnellsten Läufer – hellgrün unterlegt – qualifizierten sich für das Halbfinale.

### Vorlauf 1

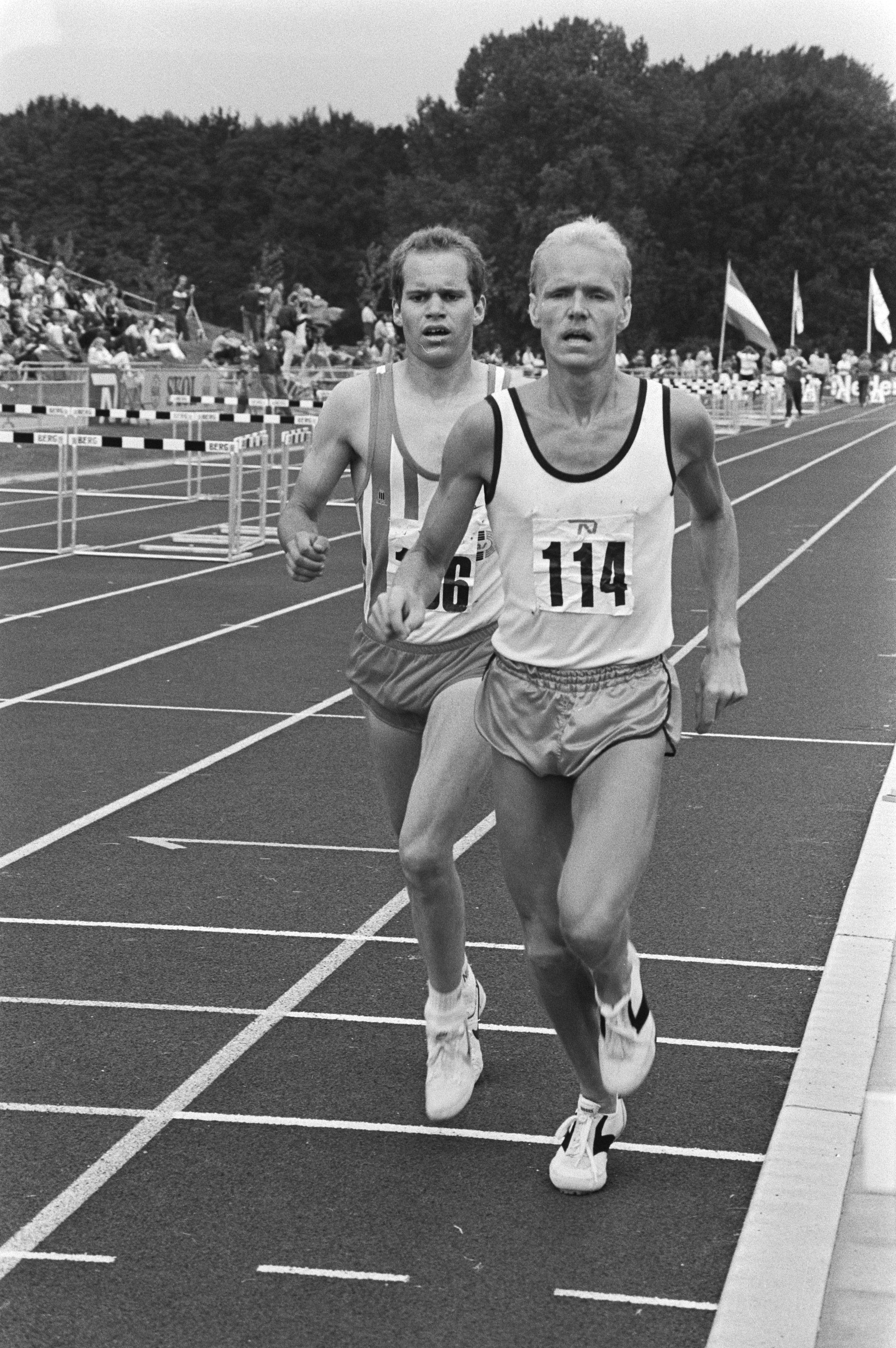
Klaas Lok (hier an führender Position) erreichte im ersten Vorlauf nicht das Ziel

| Platz | Name                | Nation         | Zeit (min) |
| ----- | ------------------- | -------------- | ---------- |
| 1     | Eamonn Coghlan      | Irland         | 3:39,98    |
| 2     | David Moorcroft     | Großbritannien | 3:40,00    |
| 3     | Olaf Beyer          | DDR            | 3:40,10    |
| 4     | Thomas Wessinghage  | BR Deutschland | 3:40,10    |
| 5     | José Marajo         | Frankreich     | 3:40,60    |
| 6     | Waleri Abramow      | Sowjetunion    | 3:40,90    |
| 7     | Bernhard Vifian     | Schweiz        | 3:42,50    |
| 8     | Robert Nemeth       | Österreich     | 3:44,10    |
| 9     | Ari Paunonen        | Finnland       | 3:45,00    |
| 10    | José Manuel Abascal | Spanien        | 3:47,60    |
| 11    | Marcel Pierrard     | Luxemburg      | 3:52,80    |
| DNF   | Klaas Lok           | Niederlande    |            |

### Vorlauf 2
| Platz | Name               | Nation         | Zeit (min) |
| ----- | ------------------ | -------------- | ---------- |
| 1     | Steve Ovett        | Großbritannien | 3:42,94    |
| 2     | Jürgen Straub      | DDR            | 3:43,10    |
| 3     | Rolf Gysin         | Schweiz        | 3:43,20    |
| 4     | Marc Nevens        | Belgien        | 3:43,20    |
| 5     | Ray Flynn          | Irland         | 3:44,10    |
| 6     | Dietmar Millonig   | Österreich     | 3:44,80    |
| 7     | Wladimir Scheronow | Sowjetunion    | 3:45,10    |
| 8     | Günther Hasler     | Liechtenstein  | 3:46,70    |
| 9     | Philippe Dien      | Frankreich     | 3:47,40    |
| 10    | Björn Nilsson      | Schweden       | 3:47,90    |
| 11    | Jón Didriksson     | Island         | 3:48,10    |

### Vorlauf 3
| Platz | Name             | Nation           | Zeit (min) |
| ----- | ---------------- | ---------------- | ---------- |
| 1     | Antti Loikkanen  | Finnland         | 3:49,66    |
| 2     | John Robson      | Großbritannien   | 3:40,00    |
| 3     | Francis Gonzalez | Frankreich       | 3:40,40    |
| 4     | Jozef Plachý     | Tschechoslowakei | 3:40,60    |
| 5     | Pierre Délèze    | Schweiz          | 3:40,70    |
| 6     | Günther Ruth     | DDR              | 3:41,40    |
| 7     | Lars Ericsson    | Schweden         | 3:42,50    |
| 8     | Walerij Toropow  | Sowjetunion      | 3:45,10    |
| 9     | Sermet Timurlenk | Türkei           | 3:45,80    |
| 10    | Fotios Kourtis   | Griechenland     | 3:45,90    |
| DNF   | Karl Fleschen    | BR Deutschland   |            |

## Finale

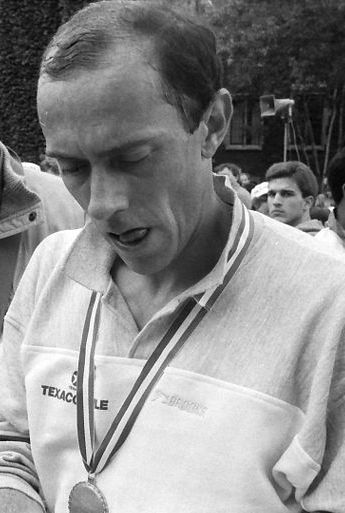
Europameister Steve Ovett, drei Tage zuvor wie schon 1974 Vizeeuropa-
meister über 800 Meter – er war einer der besten Mittelstreckler seiner Zeit, später unter anderem Olympiasieger 1980 und Weltrekordler

3. September 1978, 18:40 Uhr
| Platz | Name               | Nation           | Zeit (min) |
| ----- | ------------------ | ---------------- | ---------- |
| 1     | Steve Ovett        | Großbritannien   | 3:35,59 CR |
| 2     | Eamonn Coghlan     | Irland           | 3:36,70    |
| 3     | David Moorcroft    | Großbritannien   | 3:36,75    |
| 4     | Thomas Wessinghage | BR Deutschland   | 3:37,19    |
| 5     | Antti Loikkanen    | Finnland         | 3:37,54    |
| 6     | José Marajo        | Frankreich       | 3:38,20    |
| 7     | Jürgen Straub      | DDR              | 3:38,88    |
| 8     | John Robson        | Großbritannien   | 3:39,6     |
| 9     | Olaf Beyer         | DDR              | 3:39,7     |
| 10    | Francis Gonzalez   | Frankreich       | 3:40,1     |
| 11    | Rolf Gysin         | Schweiz          | 3:41,0     |
| 12    | Jozef Plachý       | Tschechoslowakei | 3:42,2     |

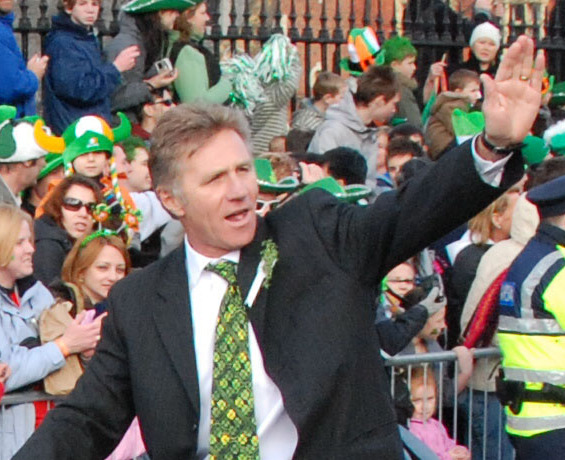
Vizeeuropameister Eamonn Coghlan – 1983 wurde er der erste Weltmeister über 5000 Meter
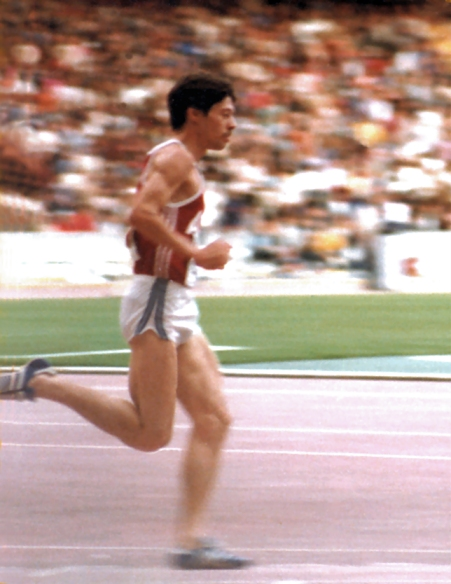
ThomasWessinghage, EM-Dritter von 1974, erreichte Platz vier – 1982 wurde er Europameister über 5000 Meter
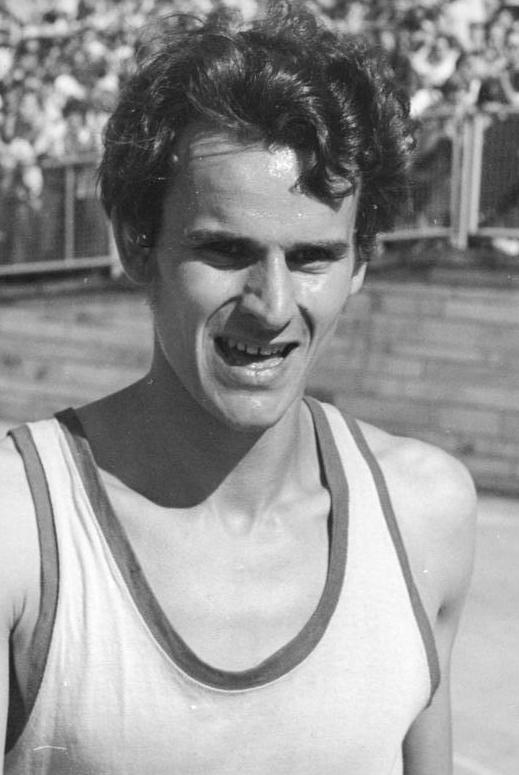
Jürgen Straub kam auf den siebten Platz – 1980 gewann er die olympische Silbermedaille
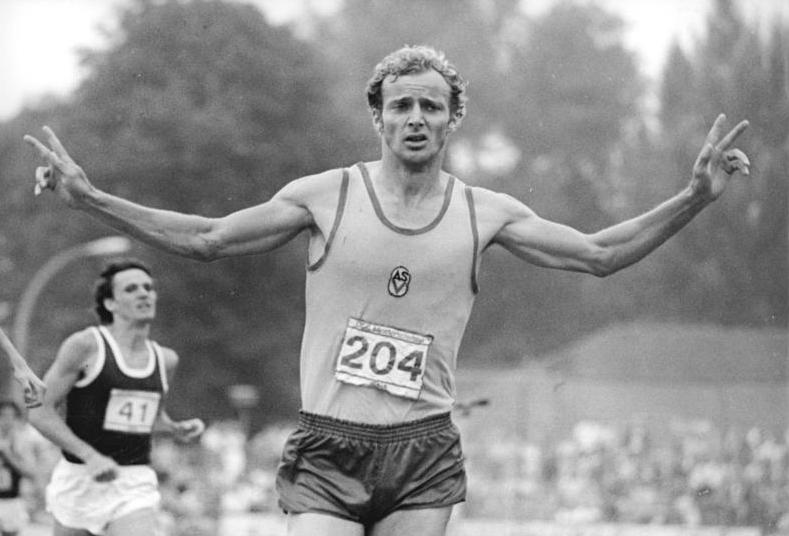
Olaf Beyer, Europameister über 800 Meter, belegte Rang neun